# Rip This Joint
Rip This Joint è un brano del gruppo rock The Rolling Stones, contenuto nell'album del 1972 Exile on Main St.

## Il brano
Rock veloce e scatenato dall'incedere incalzante, quasi anticipatore del punk nel cantato sguaiato di Jagger che è un farfugliare frenetico e selvaggio sulla base di un groove alla Chuck Berry.

### Registrazione
La registrazione del pezzo cominciò alla fine del 1971 a Villa Nellcôte, la casa affittata da Richards in Francia, utilizzando il Rolling Stones Mobile Studio. Con Jagger alla voce, Richards canta nel coro di sottofondo e suona tutte le parti di chitarra elettrica, mentre Charlie Watts suona la batteria. Bill Plummer suona occasionalmente il basso sostituendo Bill Wyman e Nicky Hopkins esegue un "ritmo alla Johnnie Johnson" al pianoforte. Bobby Keys si esibisce in due assoli di sassofono, mentre Jim Price suona tromba e trombone.

## Formazione
- Mick Jagger - voce, cori
- Keith Richards - chitarre, cori
- Charlie Watts - batteria
- Bill Plummer - basso
- Nicky Hopkins - piano
- Jim Price - tromba, trombone
- Bobby Keys - sassofono